# Onthophagus poggii
Onthophagus poggii är en skalbaggsart som beskrevs av Scheuern 1996. Onthophagus poggii ingår i släktet Onthophagus och familjen bladhorningar. Inga underarter finns listade i Catalogue of Life.